# Fabio Fornasari
Fabio Fornasari (Bologna, 6 giugno 1964) è un architetto e museologo italiano.

## Biografia
Laureatosi nel 1994 presso l'Università degli Studi di Firenze, nel 1998 si trasferisce a Milano dove sviluppa ed esercita la attività professionale occupandosi di progetti che pongono il mostrare e il raccontare storie di valore al centro della propria ricerca: allestimenti museografici, progetti di installazioni, progetti espositivi, ambienti di apprendimento. Sviluppa e usa codici comunicativi di natura visiva, acustica e tattile per la costruzione di installazioni/dispositivi cognitivi che coinvolgono le persone all’interno dello spazio chiamandole ad assumere un ruolo all’interno di una dimensione relazionale.
Nel 2010 ha realizzato insieme all'architetto Italo Rota il Museo del Novecento (ex Arengario in Piazza Duomo) a Milano. Nel 2011 si trasferisce a Roma portando la sua esperienza di design della relazione e delle interfacce progettando installazioni e allestendo mostre all’interno del parco archeologico di Roma antica: Terme di Caracalla, Foro Romano, Terme di Diocleziano, Villa di Livia.
Ha sviluppato e progetti in ambiente digitale per la creazione e diffusione del patrimonio culturale. Collabora e ha collaborato con istituti scientifici quali CNR e CERN sui temi della comunicazione della scienza. 
Dal 2014 è direttore artistico del Museo Tolomeo dell'Istituto dei Ciechi "Francesco Cavazza" di Bologna, con il quale dal 1998 si occupa di sviluppare temi di accessibilità e inclusione intorno alla trasmissione della conoscenza. In particolare lavora intorno alla coscienza geografica e ai linguaggi utili per l’orientamento e la creazione di mappe tattili. Inoltre è docente di Museologia presso l'Accademia di Belle Arti Aldo Galli di Como e collabora con il Disability Manager della città di Bologna.
Il 10 febbraio 2015 è stato duramente criticato per alcune immagini con rendering prodotte per la manifestazione Expo 2015 di Milano, pubblicate sulla pagina Facebook ufficiale dell'evento.

## Opere più rappresentative

### Progetti museali
- Museo Tolomeo - Istituto dei Ciechi Francesco Cavazza - Bologna 2015[2]
- Ipogeo Terme di Caracalla - Roma 2012[3]
- Museo del Novecento - Arengario  - Milano 2010
- Museo dell'Ottocento GAM - Milano 2006

### Allestimenti e installazioni
2016
- Il mio nome è Cavallo. Immagini tra Oriente e Occidente, Studio Museo Francesco Messina, Milano[4]
- La mela reintegrata di Michelangelo Pistoletto, Terme di Caracalla, Roma[5]

2015
- Canova Jodice. Il lato della scultura, Studio Museo Francesco Messina, Milano[6]
- Biodiversity Park, Expo2015, Milano[7]

2014
- Augusto e la Campania, da Ottaviano al Divo Augusto - MANN Napoli[8]
- Antiquarium e Lauretum di Villa di Livia, Roma[9]
- Sala Anna Perenna - Museo alle Terme di Diocleziano, Roma
- Adriano e la Grecia - Museo di Villa Adriana, Tivoli[10]
- I codici dell'Apocalisse - Palazzo Grassi, Bologna[11]

2013
- Giuseppe Scalarini - Museo del Novecento, Milano
- Pellizza da Volpedo e il Quarto Stato - Museo del Novecento, Milano
- Augusto - Scuderie del Quirinale, Roma[12]
- Post Classici. La ripresa dell'antico nell'arte contemporanea italiana, Foro romano e Palatino: Tempio di Romolo Tempio di Venere e Roma Vigna Barberini Stadio Palatino Criptoportico neroniano Museo Palatino, Roma[13]
- Andy Warhol's Stardust. Stampe dalla collezione Bank of America Merrill Lynch, Museo del Novecento, Milano[14]
- Light'13 CNR – What's up with science: Largo alle donne, Planetario di Roma

2012
- Ciclorama, Mostra Caput Mundi, Tempio di Romolo, Roma[15]
- Sol LeWitt. L'artista e i suoi artisti - Museo Madre, Napoli[16]
- L'Antico nel Moderno. Scultura italiana degli anni Trenta. Museo Nazionale Romano Aula ottagona, ex Planetario delle Terme di Diocleziano, Roma[17]
- Light'12 CNR – Breaking News: il 7miliardesimo nato, Planetario di Roma

2011
- PIXAR. 25 anni di animazione, PAC Padiglione d'Arte Contemporanea di Milano[18]
- I disegni di Rudolf Steiner, Triennale di Milano
- Kengiro Azuma 1961, Museo del Novecento, Milano[19]
- Asian Lednev creatore di mondi, San Giovanni dei Fiorentini, Roma
- Light'12 CNR – Science Fixion – Planetario di Roma
- Fuori! Arte e spazio urbano 1968-1976, Museo del Novecento, Milano

2010
- Light'10 CNR – Ricercare, Planetario di Roma
- La caduta delle torri, Galleria AX Studio, Roma
- Ricerca immagine abitata, San Giovanni dei Fiorentini, Roma

2009
- Emilio Longoni. Due collezioni, GAM Milano
- Collezioni mai viste, MAMbo, Bologna
- Rinascimento Virtuale, Museo di Etnoantropologia "Mantegazza", Firenze[20]

## Attività didattica
Fabio Fornasari ha insegnato Storia del design contemporaneo alla facoltà di sociologia dell'Università di Urbino, Metodologia della progettazione e scenografia alla NABA Nuova accademia di belle arti di Milano e Metodi e tecniche dell'uso dell'immagine fotografica all'Accademia di belle arti di Bologna.
Attualmente è docente di Museologia presso l'Accademia di Belle Arti Aldo Galli di Como.